# Evelyn Verrasztó
Evelyn Verrasztó (Budapest, 17 luglio 1989) è una nuotatrice ungherese.

## Biografia
È figlia del nuotatore Zoltán Verrasztó, già olimpionico negli anni settanta e ottanta del XX secolo e sorella di Dávid Verrasztó.
È specializzata nella farfalla.
Ha rappresentato l'Ungheria ai Giochi olimpici estivi di Atene 2004, classificandosi 14º nei 200 metri dorso. In seguito ha partecipato alle olimpiadi di Pechino 2008, Londra 2012 e Rio de Janeiro 2016.
Ha vinto numerose medaglie agli europei di nuoto.

## Palmarès
- Europei

Eindhoven 2008: argento nei 200m misti.
Budapest 2010: oro nella 4x200m sl e argento nei 200m misti.
Debrecen 2012: argento nella 4x200m sl e bronzo nei 200m misti.
Berlino 2014: bronzo nella 4x200m sl.
Londra 2016: oro nella 4x200m sl e bronzo nella 4x100m misti mista.
Budapest 2020: argento nella 4x200m sl.
- Europei in vasca corta

Debrecen 2007: bronzo nei 200m misti.
Fiume  2008: argento nei 100m misti e nei 200m misti.
Istanbul 2009: oro nei 200m misti e argento nei 100m misti e nei 200m sl.
Eindhoven 2010: oro nei 100m misti e nei 200m misti e bronzo nei 200m sl.
Stettino 2011: argento nei 200m misti e bronzo nei 200m sl.
Copenaghen 2017: argento nei 200m misti.
- Europei giovanili

Lisbona 2004: oro nella 4x200m sl e bronzo nei 200m dorso.
Budapest 2005: argento nei 200m dorso, nella 4x100m sl e nella 4x200m sl.
- World Games

Birmingham 2022: oro nella 4x50m ostacoli.

## International Swimming League
| Stagione 2020   |
| --------------- |
| Aqua Centurions |